# كايل شميد
كايل شميد (بالإنجليزية: Kyle Schmid)‏ (و. 1984 – م) هو ممثل، وممثل أفلام، من كندا، ولد في ميسيساغا.

## وصلات خارجية
- كايل شميد على موقع IMDb (الإنجليزية)
- كايل شميد على موقع ألو سيني (الفرنسية)
- كايل شميد على موقع أول موفي (الإنجليزية)
- كايل شميد على موقع قاعدة بيانات الأفلام السويدية (السويدية)
- كايل شميد على موقع إن إن دي بي (الإنجليزية)
- كايل شميد على موقع قاعدة بيانات الفيلم (الإنجليزية)
- كايل شميد على موقع كينوبويسك (الروسية)